# Ninja-IDE
NINJA-IDE (dall'acronimo ricorsivo: "Ninja-IDE Is Not Just Another IDE"), è un ambiente di sviluppo integrato (IDE) multipiattaforma progettato per creare applicazioni Python.
Fornisce strumenti per semplificare lo sviluppo del software Python e gestisce molti tipi di situazioni grazie alla sua grande estensibilità.

## Caratteristiche
Alcune delle caratteristiche attuali dell'IDE sono:
- IDE leggero
- Funzioni comuni come: gestione dei file, trova nel localizzatore del codice dei file, vai alla riga, tabulazioni, rientro automatico, zoom dell'editor, ecc.
- Multipiattaforma: Linux, Windows, FreeBSD.
- Evidenziazione della sintassi per un'ampia varietà di lingue. Anche se è pensato per essere principalmente un IDE Python, può anche gestire molti altri linguaggi.
- Evidenziazione degli errori statici e otto PEP.
- Mostra suggerimenti per aiutare a migrare il codice da Python2 a Python3.
- Console Python incorporata.
- Gestione del progetto, che consente di aggiungere, modificare ed eliminare file e cartelle ai progetti, creando automaticamente i file "__init__.py" all'interno di ogni modulo, ecc.
- Permette di mostrare / nascondere i pannelli dell'interfaccia in un modo molto semplice per adattarsi alle preferenze di ogni programmatore.
- Interfaccia utente completamente configurabile.
- Consente di utilizzare più di un editor contemporaneamente.
- Un sistema di plug-in estensibile, supportato dall'IDE per la creazione.
- Gestione della sessione: ricorda i file e i progetti aperti dopo la chiusura dell'IDE.
- Completamento automatico del codice.
- Localizzatore di codice: consente di passare a qualsiasi codice nel progetto con poche sequenze di tasti.

## Nomi delle versioni
Il nome delle versioni di NINJA-IDE proviene da quello di un'arma.
Versioni precedenti:
- 2.x: Shuriken
- 1.x: Kunai

## Alcuni plugin disponibili
Molti plugin sono in fase di sviluppo, principalmente con l'aiuto della Community. Un elenco completo dei plugin può essere trovato qui:
- I Plugin di NINJA-IDE